# Kadidja Mohamed Ali
Kadidja Mohamed Ali (arabisch خديجة محمد علي, DMG Ḫadīǧa Muḥammad ʿAlī) ist eine dschibutische Politikerin. 2003 wurde sie in die Nationalversammlung gewählt als eine der ersten Frauen in Dschibuti.

## Leben
Vor der Parlamentswahl 2003 wurde ein neues Gesetz verabschiedet, wonach mindestens 10 % der Kandidaten der Parteilisten Frauen sein sollten. Ali wurde im Wahlbezirk Djibouti Region (Gobolka Jabuuti) als Kandidatin der Union pour la majorité présidentielle (UMP) gewählt. Sie war eine von sieben erfolgreichen weiblichen Kandidatinnen, die als erste Frauen in die Nationalversammlung einzogen.